# Stemma dei Paesi Bassi

Lo stemma di stato.

Il grande stemma reale (Grote Rijkswapen) è l'attuale stemma ufficiale di Stato dei Paesi Bassi. Lo stemma può essere dotato di mantello e padiglione nella versione utilizzata dal sovrano, oppure senza questi due elementi nella forma utilizzata dal governo. 

## Blasonatura
Lo scudo è costituito da un campo d'azzurro seminato di plinti d'oro, caricato di un leone dorato, armato e lampassato di rosso, impugnante una spada nella branca di destra. Nella sinistra presenta sette frecce a simboleggiare le sette province dell'Unione di Utrecht. Lo scudo è sormontato dalla corona regale olandese ed è sostenuto da due leoni come tenenti. Sotto lo scudo appare il motto "JE MAINTIENDRAI" ("Io manterrò", in francese). Il sovrano sovrappone a questo stemma il padiglione e il mantello di ermellino.

## Storia

### Stemma del Casato di Nassau
Lo stemma della Casa Nassau esiste fin dal 1250. Esistono due versioni dello stemma dei Nassau, che rappresentano i due rami principali della famiglia. Questo è il risultato di due fratelli, Valderamo II e Ottone I, che accettarono di dividere le terre di loro padre Enrico II nel 1255.

Gli attuali sovrani dei Paesi Bassi discendono da Ottone I. Il Granduca del Lussemburgo, invece, discende da Walram. Entrambi usano ancora i richiami alla famiglia Nassau nei loro stemmi.

Stemma con il segno dell'elmo della linea valderamica
Stemma con il segno dell'elmo della linea ottoniana
Stemma del Casato di Nassau

### Stemma della Casa Orange
Il conte Enrico III di Nassau-Breda sposò nel XVI secolo Claudia d'Orange-Châlon. Suo fratello, Filiberto di Chalon, era l'ultimo principe di Orange. Quando Filiberto morì nel 1530, Renato di Chalon, figlio di Enrico e Claudia, ereditò il principato a condizione che usasse il nome e lo stemma della famiglia Chalon. Con questa eredità arrivò il "Je Maintiendrai", motto della famiglia Nassau. Renato morì nel 1544 senza figli. 

Suo cugino Guglielmo I d'Orange ereditò tutte le sue terre e fu il fondatore della Casa di Orange-Nassau.

Stemma di Renato di Chalon con scudo a cuore di Nassau-Vianden sullo stemma di Chalon-Orange
Stemma di Guglielmo di Orange-Nassau

### La Repubblica delle Sette Province
La spada e frecce derivano dagli antichi governanti asburgici: il leone, simbolo della Borgogna Olandese, apparve la prima volta sulla tomba di Filippo il Bello (Filippo I di Castiglia). Successivamente Carlo V aggiunse la spada. Le frecce rappresentano le province dei Paesi Bassi sotto il controllo di Carlo V. Nel 1578, durante la guerra degli ottant'anni, gli Stati generali ordinarono un nuovo grande sigillo che rappresentasse insieme il leone, la spada e le diciassette frecce. Nonostante solo sette province furono liberate dalla dominazione spagnola, questo sigillo rimase in uso fino al 1795.
I colori dello stemma derivano dalla più importante delle sette province, la contea di Olanda.

### La dominazione napoleonica
Lo stemma sotto la dominazione napoleonica fu parte dello stemma della Repubblica Batava (1795-1806), dello stemma di Napoleone Luigi Bonaparte come Re d'Olanda (1806-1810) e dello stemma di Guglielmo I dei Paesi Bassi come principe sovrano (1813-1815). Lo scudo era inquartato e composto, nel primo e nel quarto quarto, dal leone d'oro impugnante la spada, mentre nel secondo e nel terzo quarto vennero poste le armi della dinastia Châllon-Orange-Ginevra.

Lo stemma durante la dominazione napoleonica (1808-1815).

### Stemma dei Paesi Bassi
Lo stemma dei Paesi Bassi venne adottato da Guglielmo I dei Paesi Bassi quando diviene re dopo il Congresso di Vienna nel 1815. Come re, Guglielmo adottò uno stemma che univa elementi della sua famiglia (Orange-Nassau) con elementi della ex Repubblica Olandese, esistente dal 1581 al 1795.
L'attuale versione dello stemma nazionale è in uso dal 1907, ma è solo leggermente diversa dalla versione che era stata adottata nel 1815. Dal 1815 al 1907 anche i due leoni a sostegno dello scudo portavano la corona regale. Lo stemma venne regolamentato dalla regina Guglielmina dei Paesi Bassi con un regio decreto il 10 luglio 1907 e venne confermato con un altro regio decreto dalla regina Giuliana dei Paesi Bassi il 23 aprile 1980.

Lo stemma di Guglielmo come principe sovrano (1813-1815).
Lo stemma dal 1815 al 1907.

## Stemmi della Famiglia Reale

### Attuali
| Stemma   | Stemma | Utilizzato da | Dettagli |
| Completo | Scudo  | Utilizzato da | Dettagli |
| -------- | ------ | --- | --- |
|          |        | Regina Máxima | Nel primo e il quarto quadrante è presente lo stemma dei Paesi Bassi. Nel secondo e il terzo quadrante è presente lo stemma del Principato di Orange. Al centro è rappresentato lo stemma della famiglia paterna della regina Máxima, la famiglia Zorreguieta. Lo stemma della famiglia paterna reca un castello di tre torri rosse fiancheggiate su ciascun lato da un pioppo e un fiume azzurro che scorre dalla base. |
|          |        | Figlie di Re Willem-Alexander e della Regina Máxima (Principesse Caterina Amalia, Alexia e Ariane)                                      | Nel primo e il quarto quadrante è presente lo stemma dei Paesi Bassi. Nel secondo e il terzo quadrante è presente lo stemma del Principato di Orange. Al centro è rappresentato lo stemma della famiglia paterna della regina Máxima, la famiglia Zorreguieta. Lo stemma della famiglia paterna reca un castello di tre torri rosse fiancheggiate su ciascun lato da un pioppo e un fiume azzurro che scorre dalla base. |
|          |        | Figli della Regina Beatrice e del Principe Consorte Claus (Ad oggi solo il Principe Costantino)                                         | Nel primo e il quarto quadrante è presente lo stemma dei Paesi Bassi. Nel secondo e il terzo quadrante è presente lo stemma del Principato di Orange. Al centro è rappresentato lo stemma della famiglia van Amsbergː un castello bianco a tre torri. |
|          |        | Regina Beatrice (non utilizzato durante il regno)                                                                                       | Nel primo e il quarto quadrante è presente lo stemma dei Paesi Bassi. Nel secondo e il terzo quadrante è presente lo stemma del Principato di Orange. Al centro è rappresentata la rosa rossa presa dallo stemma della famiglia paterna Lippe-Biesterfeld. |
|          |        | Figlie della Regina Giuliana e del Principe Consorte Bernhard (Principesse Irene, Margherita e la defunta Cristina)                     | Nel primo e il quarto quadrante è presente lo stemma dei Paesi Bassi. Nel secondo e il terzo quadrante è presente lo stemma del Principato di Orange. Al centro è rappresentata la rosa rossa presa dallo stemma della famiglia paterna Lippe-Biesterfeld. |
|          |        | Figli della Principessa Margherita dei Paesi Bassi e di Pieter van Vollenhoven (Principi Maurits, Bernhard, Pieter-Christiaan e Floris) | |

### Passati
| Stemma   | Stemma | Utilizzato da                                                                                   | Dettagli |
| Completo | Scudo  | Utilizzato da                                                                                   | Dettagli |
| -------- | ------ | ----------------------------------------------------------------------------------------------- | --- |
|          |        | Principe Consorte Enrico di Meclemburgo-Schwerin (1901-1934)                                    | Nel primo quadrante è presente lo stemma dei Paesi Bassi. Nel secondo, terzo e quarto quadrante sono presenti i simboli dello stemma del Granducato di Meclemburgo-Schwerin come il testa di toro incoronata, lo scuso rosso e giallo e un grifone giallo su sfondo blu. |
|          |        | Regina Giuliana (non utilizzato durante il regno)                                               | Nel primo e il quarto quadrante è presente lo stemma dei Paesi Bassi. Nel secondo e il terzo quadrante è presente lo stemma del Principato di Orange. Al centro è rappresentato lo stemma della famiglia Meclemburgo-Schwerinː una testa di toro incoronata. |
|          |        | Principe Consorte Bernhard van Lippe-Biesterfeld (1937-2004)                                    | Nel primo e il quarto quadrante è presente lo stemma dei Paesi Bassi. Nel secondo e il terzo quadrante è presente la rosa rossa e l'uccello appollaiati su una stella, presi dallo stemma della famiglia Lippe-Biesterfeld. |
|          |        | Principe Consorte Claus van Amsberg (1966-2002)                                                 | Nel primo e il quarto quadrante è presente lo stemma dei Paesi Bassi. Nel secondo e il terzo quadrante è presente il castello bianco a tre torri che rappresenta la famiglia van Amsberg. |
|          |        | Friso di Orange-Nassau, figlio della Regina Beatrice e del Principe Consorte Claus (2004-2013). | Sostanzialmente uguale a quello dei fratelli, lo stemma di Friso è leggermente cambiato dopo aver perso il titolo di "Principe dei Paesi Bassi". Friso differenziò il suo stemma lasciando cadere la corona sopra lo scudo (sebbene mantenne la corona sopra il padiglione) e sostituendola con lo stemma di Casa d'Orange-Nassau (le ali nere) e lo stemma di van Amsberg (un leone giallo che emerge da una corona). |